# Licuria
Licuria (en griego, Λυκουρία) es un pueblo griego situado en el municipio de Kalavrita, en Acaya. En 2011 tenía 430 habitantes.
Está situado aproximadamente en la zona en la que, en la Antigüedad, había un asentamiento griego de su mismo nombre aunque entonces pertenecía a Arcadia.
Pausanias ubicaba este antiguo asentamiento en la zona limítrofe entre Feneo y Clítor, e indica que se hallaba a cincuenta estadios de las fuentes del río Ladón.